# 236 TCN
236 TCN là một năm trong lịch La Mã. 